# Panama–California Exposition
 (avril 2020).
Si vous disposez d'ouvrages ou d'articles de référence ou si vous connaissez des sites web de qualité traitant du thème abordé ici, merci de compléter l'article en donnant les références utiles à sa vérifiabilité et en les liant à la section « Notes et références ».
Ne doit pas être confondu avec Exposition universelle de 1915.

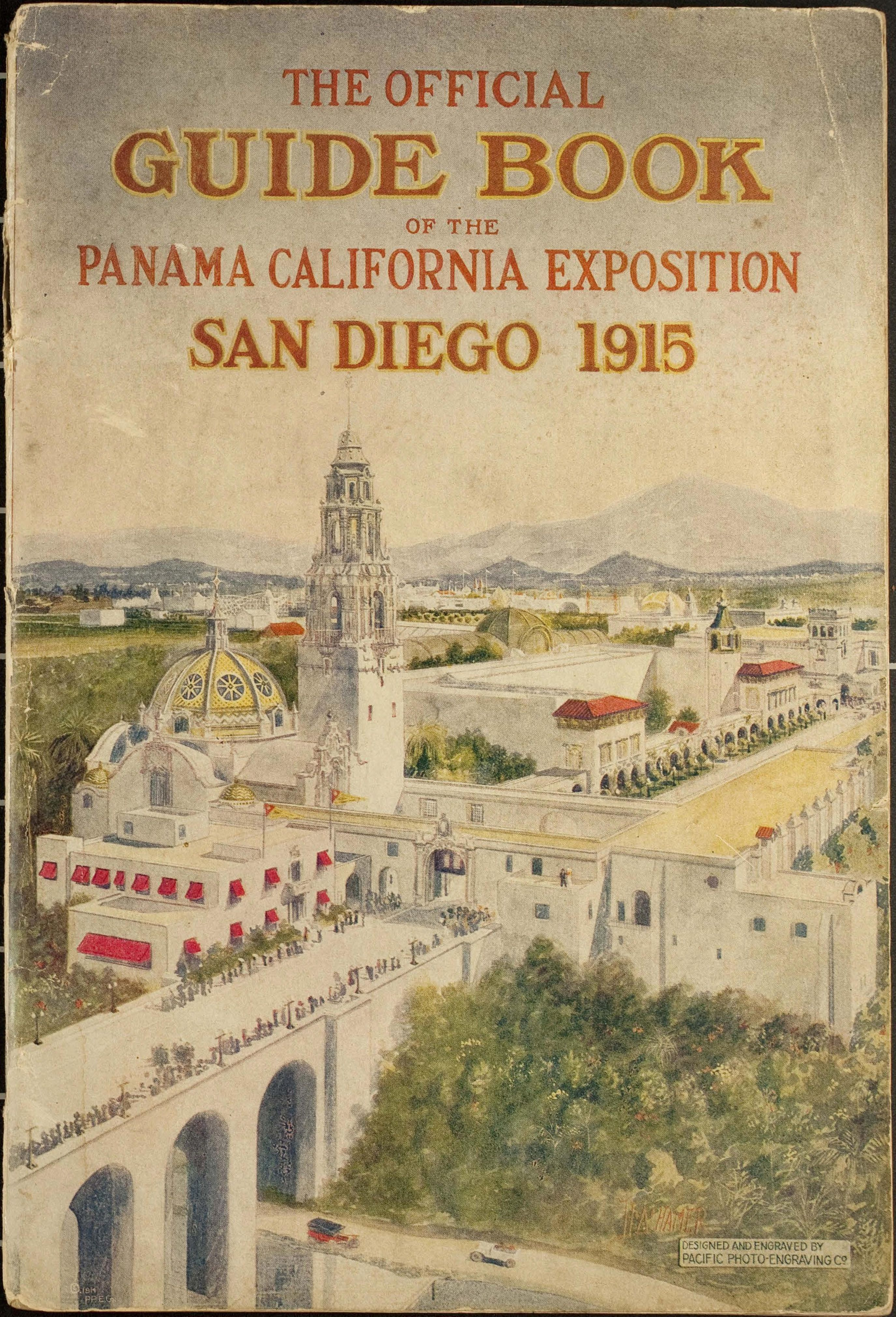
Panama–California Exposition

La Panama–California Exposition (« exposition Panama-Californie ») est une exposition qui a eu lieu à San Diego, en Californie, entre le 1er janvier 1915 et le 1er janvier 1917. L'exposition célébrait l'ouverture du canal de Panama, et était destinée à faire connaître San Diego puisqu'il est devenu le premier port américain sur la route des navires circulant vers le nord ouest des États-Unis après le passage par le canal.
L'exposition a eu lieu dans le parc Balboa où ont été construits de nombreux bâtiments pour l'occasion, notamment en style renouveau de l'architecture coloniale espagnole.